# Ângela Vaz Leão
Ângela Tonelli Vaz Leão (Formiga, 1 de outubro de 1922- Belo Horizonte, 3 de março de 2024) foi uma filóloga e professora brasileira. Foi a primeira diretora do Departamento de Letras da Universidade Federal de Minas Gerais (UFMG). Por décadas lecionou, entre outras disciplinas, Filologia Românica. Criou a primeira pós-graduação da Universidade Federal de Minas Gerais. Docente emérita da Universidade Federal de Minas Gerais (UFMG) e da PUC Minas. Em 1998, recebeu a Grão-Cruz da Ordem Nacional do Mérito Científico.

## Educação e carreira
Ângela Tonelli Vaz Leão nasceu em 1922, na cidade de Formiga, no interior do estado brasileira de Minas Gerais. Começou a dar aulas, inclusive à noite (quando seu pai a levava até a escola), quando tinha 13 anos de idade.
Concluiu sua graduação no curso de Letras pela UFMG, em 1949. Atuou como professora e pesquisadora da Universidade Federal de Minas Gerais (UFMG) de 1959 a 1987. Após sua aposentadoria da UFMG, assumiu como professora titular na pós-graduação em Letras da PUC-MG, liderando os estudos de literaturas africanas de língua portuguesa; onde trabalhou até os 93 anos de idade.
| “                 | Se eu tivesse tido a possibilidade de entrar para a Escola de Direito, talvez eu tivesse dado outro rumo à minha carreira. Mas hoje eu me sinto muito bem, tendo feito um curso de formação de professores, porque essa era mesmo a minha vocação maior. | ” |
| — Ângela Vaz Leão | |   |

Faleceu em sua casa, em Belo Horizonte, aos 101 anos por complicações de uma infecção pulmonar que tratava em casa, no ano de 2024. Permaneceu lúdica e profissionalmente atuante até seu falecimento. Segundo ela mesma, parte do que a levou a ter uma vida tão longeva eram o esporte e um cochilo após o almoço.

## Vida pessoal
Ângela Tonelli Vaz Leão casou-se com Wilson Coelho Leão, que faleceu após 30 anos de relacionamento. O casal teve cinco filhos, Athos, Mário, Beatriz, Regina e Ângela Maria. Ângela teve ainda 10 netos e 11 bisnetos.

## Reconhecimentos e prêmios
Ângela Vaz Leão foi uma das grandes referencias latino-americanas no campo da literatura medieval – em particular, no que concerne à poesia galego-portuguesa do rei-poeta Dom Afonso X, da qual era contumaz analista e tradutora.— Jornal O Pergaminho
- A biblioteca do Unifor-MG, da cidade de Formiga, leva seu nome[3]
- 2015 - Publicado o livro "Textos de memória – a memória dos textos: homenagem à profa. Ângela Vaz Leão"[6]
- 2014 - Luto Oficial no Município de Formiga em virtude de seu falecimento[3]
- 2014 - Medalha de Honra e Diploma, do Museu da Inconfidência[6]
- 2014 - Medalha Serafim da Silva Neto, do Círculo Fluminense de Estudos Filológicos e Linguísticos[6]
- 2014 - Medalha Darci Ribeiro, da ASSEMG[6]
- 2012 - Medalha Mendes Pimentel, da Universidade Federal de Minas Gerais[6]
- 2012 - Homenagem da Organização dos Aposentados da UFMG[6]
- 2012 - Publicado dossiê (n 47, v 32) da Revista do Centro de Estudos Portugueses em sua homenagem[6]
- 2008 - Medalha Dia de Minas – Mariana, do Governo do Estado de Minas Gerais[6]
- 2007 - Uma das mulheres mais marcantes da história do Estado de Minas Gerais[3][6]
- 2003 - Medalha Dom Cabral, da PUC-Minas Gerais[6]
- 2000 - Homenagem dos graduados da Faculdade de Filosofia, Ciências e Letras, da UFMG[6]
- 1998 - Grão-Cruz da Ordem Nacional do Mérito Científico, da Presidência da República[6]
- 1990 - Professora Emérita da Universidade Federal de Minas Gerais[6]
- 1986 - Medalha de Ouro Santos Dumont, do Governo do Estado de Minas Gerais[6]
- 1984 - Medalha de Prata Santos Dumont, do Governo do Estado de Minas Gerais[6]
- 1977 - Medalha de Honra da Inconfidência, do Governo do Estado de Minas Gerais[6]
- 1971 - Grau de Officier des Palmes Académiques, do Governo Francês[6]
- 1962 - Prêmio João Ribeiro – secção Filologia, da ABL, pelo livro "O período hipotético iniciado por se"[6]
- 1961 - Prêmio Cidade de Belo Horizonte – secção Erudição, pelo livro "História de Palavras"[6]
- 1961 - Prêmio Othon L. Bezerra de Mello, da Academia Mineira de Letras, pelo livro "História de Palavras"[6]
- 1949 - Prêmio Arduino Bolivar, da Faculdade de Filosofia, Ciências e Letras da UFMG[6]
- 1941 - Prêmio Melhor Monografia de Conclusão do Curso Normal de 2º Grau, Escolas Normais Oficiais do Estado[6]

## Seleção de publicações
Algumas de suas publicações são:
- 2015 - Reedição de Cantigas de Santa Maria de Afonso X, o Sábio: Aspectos culturais e literários
- 2009 - Cantigas de Santa Maria: Novas leituras, novos caminhos
- 2007 - Cantigas de Santa Maria de Afonso X, o Sábio: Aspectos culturais e literários
- 2006 - José Lourenço de Oliveira – Legado e testemunhos
- 2004 - Henriqueta Lisboa: O mistério da criação poética
- 2003 - Contatos e ressonâncias: Literaturas africanas de língua portuguesa
- 1961 - O período hipotético iniciado por se
- 1961 - História de palavras
- 1960 - Sobre a estilística de Spitzer
- 1958 - A estilística: Tentativa de conceituação e de aplicação a alguns fatos da língua (Revista Brasileira)

## Obras sobre Ângela Vaz Leão
- 1964 - Saudação a uma catedrática[7]
- 1999 - Para Sempre em Mim: Homenagem à Professora Ângela Vaz Leão
- 2015 - Textos de memória – a memória dos textos: homenagem à profa. Ângela Vaz Leão[6]